# Paul Ryan (Politiker)

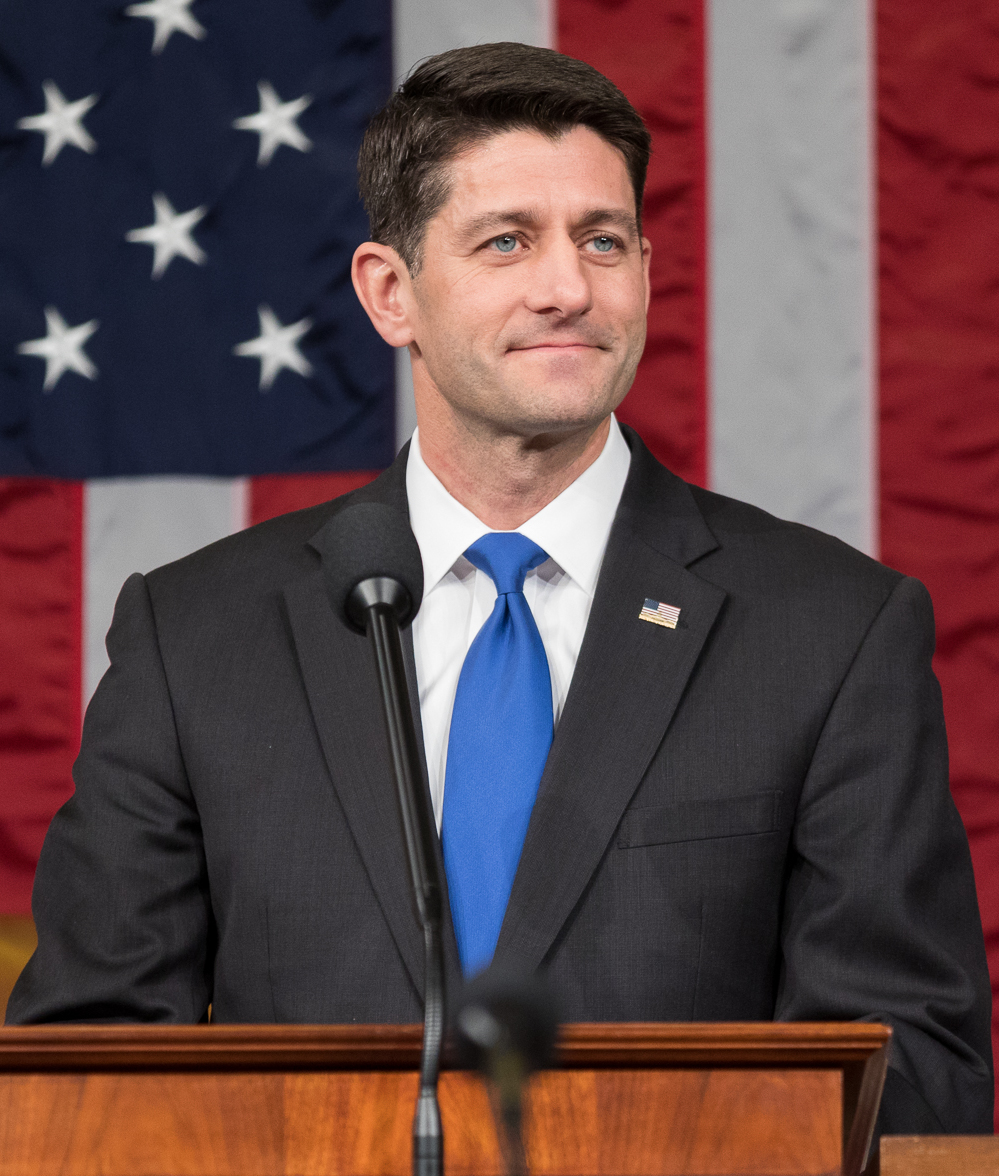
Paul Ryan (2017)

Unterschrift

Paul Davis Ryan, Jr. (* 29. Januar 1970 in Janesville, Wisconsin) ist ein US-amerikanischer Politiker der Republikanischen Partei und galt in seiner aktiven Zeit als einer der einflussreichsten Finanz- und Wirtschaftspolitiker seiner Partei.
1999 bis 2019 vertrat er den 1. Kongresswahlbezirk Wisconsins im US-Repräsentantenhaus. Er war Running Mate und Vizepräsidentschaftskandidat Mitt Romneys bei der Präsidentschaftswahl 2012 sowie Vorsitzender des Haushaltsausschusses („House Budget Committee“). Von Oktober 2015 bis Januar 2019 war Ryan Sprecher des Repräsentantenhauses der Vereinigten Staaten.

## Familie, Ausbildung und Beruf
Ryan wurde 1970 als jüngstes Kind des Rechtsanwalts Paul Murray Ryan (1931–1986) und dessen Frau Elizabeth A. „Betty“ (geborene Hutter, * 1934) in Janesville, Rock County, Wisconsin geboren. Vorfahren seiner Familie väterlicherseits wanderten 1851 infolge der Großen Hungersnot aus Irland in die Vereinigten Staaten ein; die Vorfahren mütterlicherseits stammen aus Deutschland, aus Bayern. Die Ryans sind bereits seit vier Generationen in Wisconsin ansässig.
Paul Ryans Urgroßvater, Patrick William Ryan (1858–1917), gründete im Jahre 1884 in Janesville das Baugeschäft Ryan Inc(orporated) Central, das heute von Verwandten Paul Ryans geleitet wird. Sein Großvater, Stanley Martin Ryan (1898–1957), war vom damaligen Präsidenten Calvin Coolidge zum United States Attorney für Western Wisconsin ernannt worden.
Ryan wuchs mit seinen drei älteren Geschwistern – einer Schwester und zwei Brüdern – in einer streng am katholischen Glauben orientierten Familie auf. Sein Vater, der mit 55 Jahren an einem Herzinfarkt starb, war Republikaner und Bewunderer Ronald Reagans.
Nach dem Besuch der Joseph A. Craig High School in Janesville wollte er ursprünglich Medizin studieren – sein Großvater und einer seiner Onkel (mütterlicherseits) waren Mediziner – doch schon bald nach Beginn seines Studiums an der Miami University in Oxford (Ohio) wandte er sich den Wirtschaftswissenschaften zu. Ökonomie-Professor Richard Hart wurde sein Hauptmentor. 1992 erwarb Ryan an der Miami University den Bachelor of Arts (B.A. Economy & Political Science).

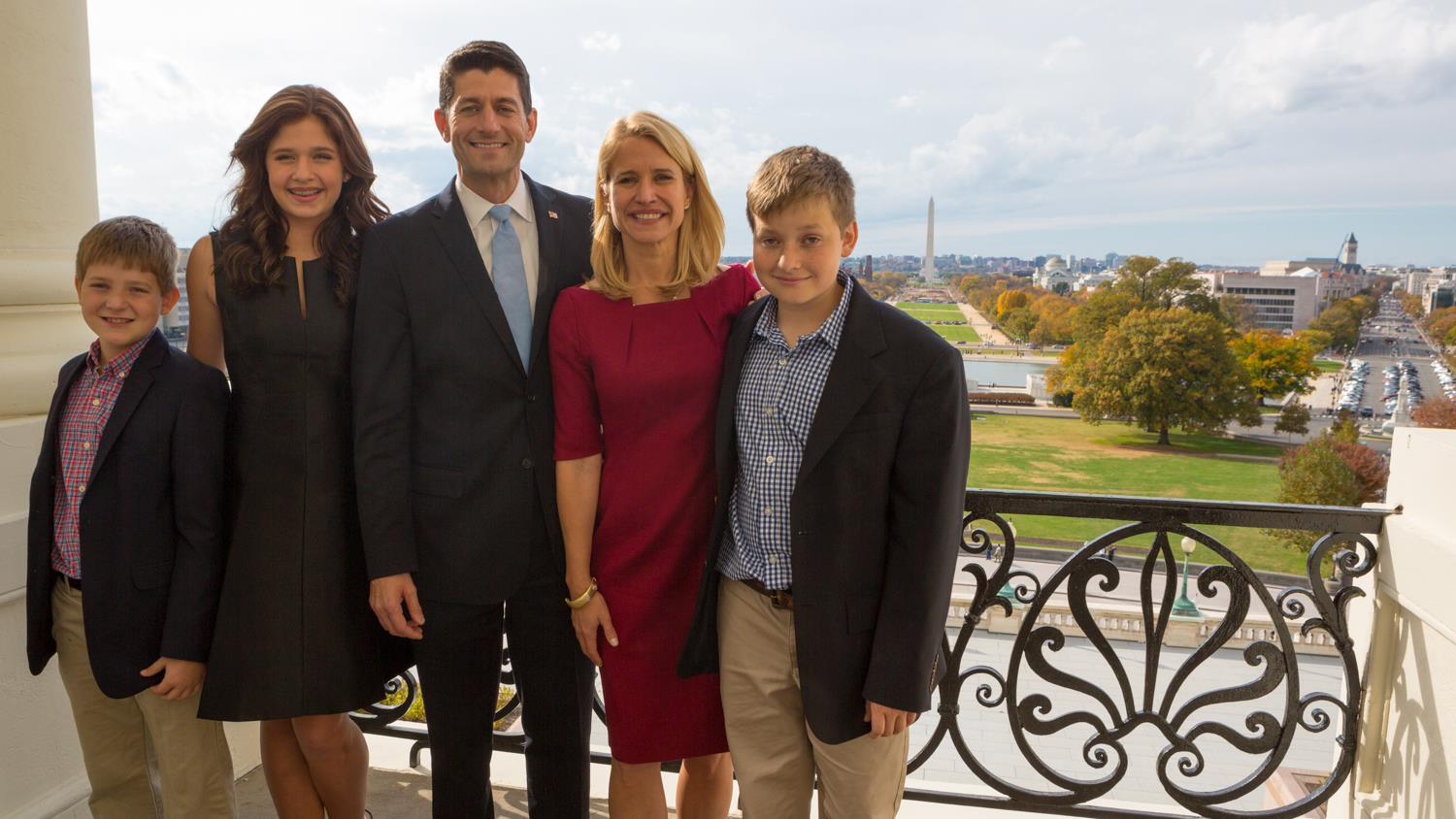
Ryan im Kreis seiner Familie auf dem Balkon des Kapitols

Ryan ist katholisch und seit Dezember 2000 mit der Juristin und Lobbyistin Janna Christine Little (geb. 1969 in Oklahoma) verheiratet. Das Paar hat eine Tochter und zwei Söhne.

## Politische Karriere
Ryan war für kurze Zeit als Marketing Consultant bei Ryan Inc. Central tätig. Das Bauunternehmen wird von Verwandten Ryans geleitet. 1992 wurde er Mitarbeiter im Stab von Bob Kasten, einem republikanischen Senator aus Wisconsin. Nach dessen Wahlniederlage gegen den Demokraten Russ Feingold war er von 1993 bis 1995 wissenschaftlicher Mitarbeiter (staff assistant) und Redenschreiber bei Empower America, einer konservativen Denkfabrik, die 1993 von Jack Kemp und William Bennett gegründet worden war. 2004 schloss sich Empower America mit Citizens for a Sound Economy zusammen. Die Organisation nannte sich fortan Freedom Works und steht der Tea-Party-Bewegung nahe.
1996 arbeitete er als Redenschreiber für Jack Kemp, nachdem Kemp von Bob Dole als Running Mate im Präsidentschaftswahlkampf gewählt worden war.
Danach war er zwischen 1995 und 1997 Mitarbeiter im Stab und Direktor für Gesetzgebungsverfahren des republikanischen Senators aus Kansas, Sam Brownback.

### Kongressabgeordneter

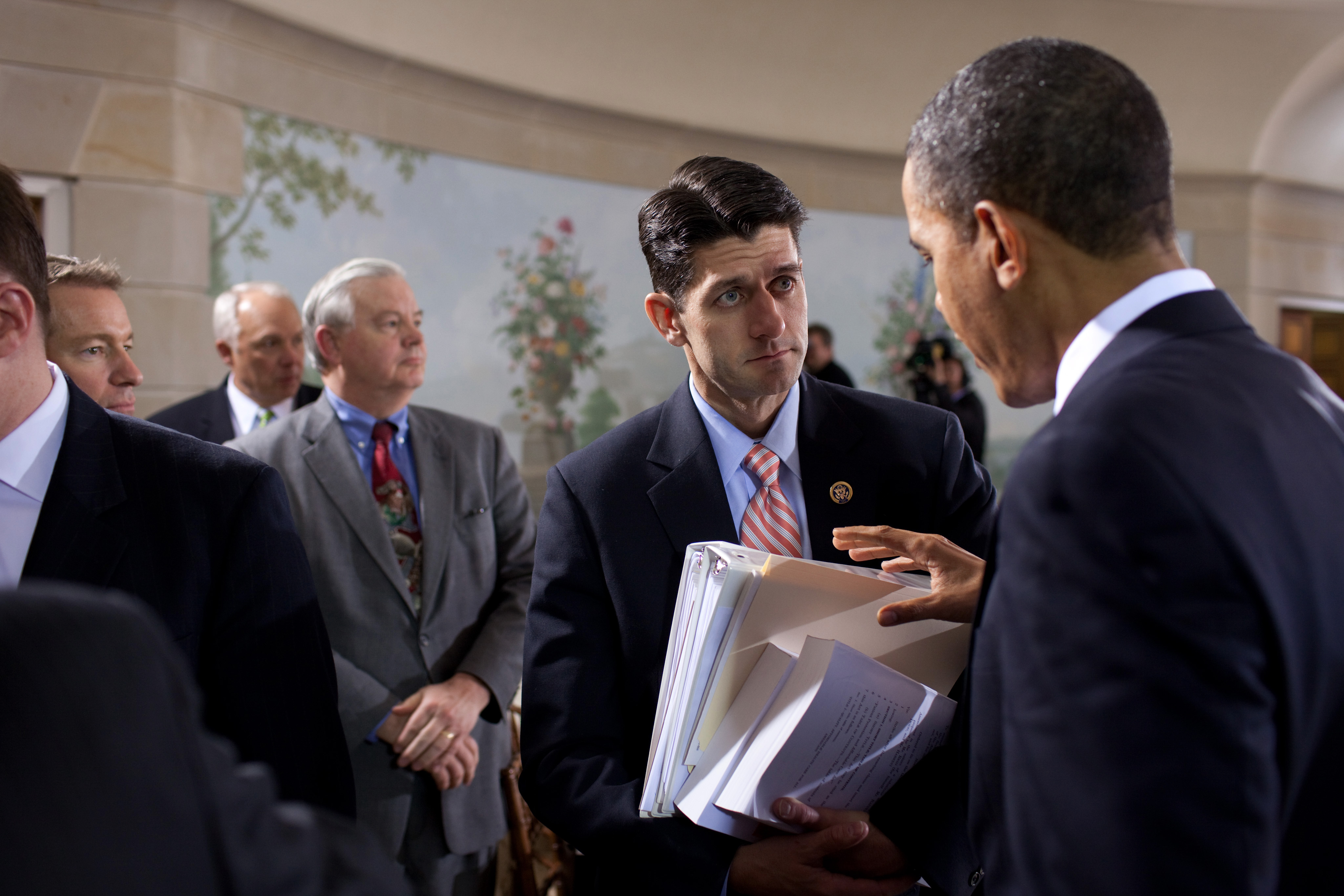
Ryan (Mitte) mit Präsident Barack Obama (2010)

Als der republikanische Kongressabgeordnete Mark Neumann im Jahre 1998 auf eine erneute Kandidatur im 1. Kongresswahlbezirk von Wisconsin verzichtete, weil er für den US-Senat kandidieren wollte, trat Ryan bei der Wahl um den vakanten Sitz im US-Repräsentantenhaus an. In der Vorwahl der Republikanischen Partei gelang es ihm, seinen parteiinternen Konkurrenten Brian Morello zu schlagen und in den allgemeinen Wahlen gegen die Kandidatin der Demokratischen Partei, Lydia Spottswood, zu gewinnen. Auch in den folgenden Kongresswahlen behauptete Ryan seinen Sitz gegen verschiedene Gegenkandidaten der Demokratischen Partei. Darunter waren Jeffrey C. Thomas, Marge Krupp oder John Heckenlively. 2016 wurde er erneut bestätigt und gehört dem 115. Kongress der Vereinigten Staaten an. Sein Mandat lief bis zum 3. Januar 2019.
In seinem ersten Versuch, in den Vereinigten Staaten weitreichende Änderungen durchzusetzen, überzeugte er 2005 Präsident George W. Bush von seinem Plan, die öffentliche Rentenversicherung Social Security teilweise zu privatisieren. Weil lediglich Gelder von Social Security zu privaten Rentenversicherungen verschoben worden wären, hätte der Plan den Staatshaushalt nicht entlastet, sondern im Gegenteil übergangsweise mit zwei Billionen Dollar Umstellungskosten belastet. Der Plan trug mit dazu bei, dass die Republikaner in der Kongresswahl 2006 die Mehrheit im Kongress verloren; die Privatisierung war danach nicht mehr durchführbar. Für Ryan war es jedoch ein Durchbruch; er war bundesweit bekannt geworden und hatte in seiner Partei den Ruf als harter Reformer bekommen. Im Jahr 2006 wurde er ranghöchstes Mitglied der republikanischen Minderheitsfraktion (ranking minority member) im einflussreichen Haushaltsausschuss (House Committee on the Budget); im 112. Kongress übernahm er den Vorsitz des Ausschusses. Außerdem gehörte er dem Committee on Ways and Means an. Am 26. Januar 2011 fiel ihm die Aufgabe zu, die Erwiderung der Republikanischen Partei auf die State of the Union Address von Präsident Barack Obama abzugeben. Nach seiner Wahl zum Speaker des Repräsentantenhauses musste er gemäß den geltenden Vorschriften seine Mitgliedschaft in allen Ausschüssen aufgeben.

### Kandidatur als Vizepräsident 2012

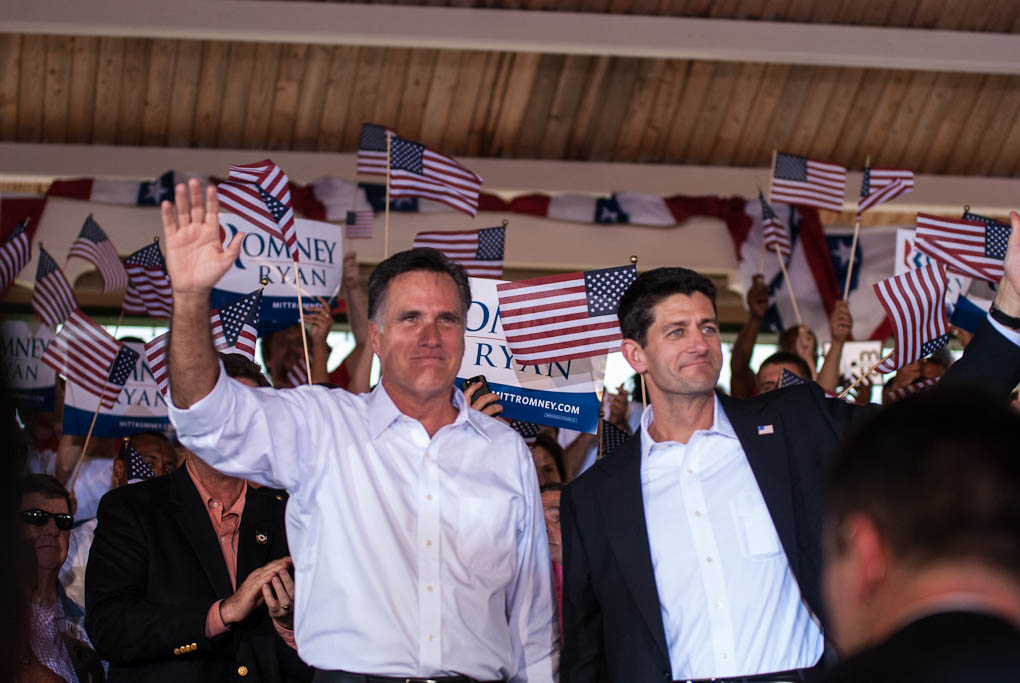
Ryan (rechts) bei einem Wahlkampfauftritt mit Mitt Romney im August 2012

Am 11. August 2012 wurde Ryan vom designierten republikanischen Präsidentschaftskandidaten Mitt Romney zum Running Mate und Vizepräsidentschaftskandidaten für die Wahl 2012 benannt. Ryan nahm diese Nominierung Ende August auf dem Parteitag der Republikaner in Tampa an. Am 11. Oktober 2012 traf Ryan in einer Fernsehdebatte auf Obamas Vizepräsidenten Joe Biden. Romney und Ryan verloren die Wahl mit 206 Wahlmännerstimmen gegenüber 332 Stimmen für Obama und Biden. Landesweit erhielten Romney und Ryan über fünf Millionen Stimmen weniger und unterlagen mit 47,2 gegen 51,1 Prozent der Stimmen.

### Sprecher des Repräsentantenhauses

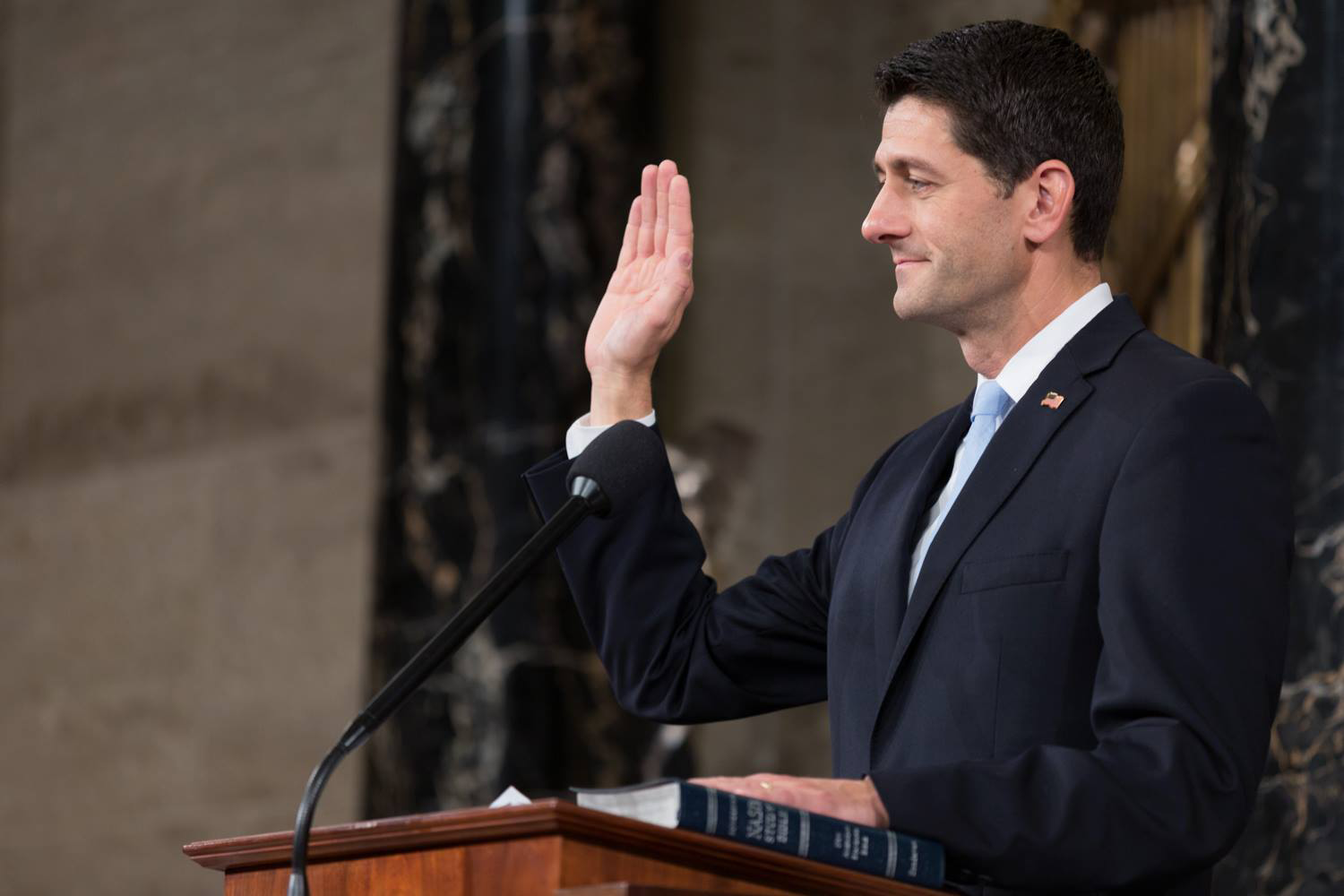
Ryan bei seiner Vereidigung zum Speaker

Am 29. Oktober 2015 wurde Ryan als Nachfolger des auf Druck des Freedom Caucus zurückgetretenen Speakers, John Boehner, zum neuen Sprecher des Repräsentantenhauses gewählt. 435 Abgeordnete waren stimmberechtigt, 432 gültige Stimmen wurden abgegeben. Dabei entfielen auf Ryan 236 Stimmen, das entspricht 54,6 % der Stimmen. Auf die Demokratin und ehemalige Parlamentssprecherin aus Kalifornien, Nancy Pelosi, entfielen 184 Stimmen (42,6 %) und auf den Republikaner Daniel Webster aus Florida 9 Stimmen (2,1 %). Jim Cooper aus Tennessee, John Lewis aus Georgia und der nicht dem Kongress angehörende ehemalige Außenminister Colin Powell bekamen jeweils nur eine Stimme.
Paul Ryan wurde zum wichtigsten Spendensammler seiner Partei im Kongress. Seine Führungsrolle war jedoch durch die interne Zerstrittenheit seiner Fraktion (Freedom Caucus) und die erratische Präsidentschaft Donald Trumps häufig in Schwierigkeiten. Als politischer Erfolg und Umsetzung eines „Herzensanliegens“ Ryans gilt die Durchsetzung einer großen Steuerreform mit abgesenkten Spitzensätzen im Herbst 2017. Der Versuch, Obamacare abzuschaffen, scheiterte hingegen. Ein weiteres Anliegen Ryans, die Reform der Sozialversicherung, galt auf mittlere Sicht politisch nicht als umsetzbar, sodass für ihn keine realistischen größeren Projekte mehr blieben.
Am 11. April 2018 gab Ryan bekannt, bei der Halbzeitwahl im November 2018 nicht wieder für den Kongress zu kandidieren. Er gab als Grund an, mehr Zeit mit seiner Familie verbringen zu wollen. Der Cook Political Report kommentierte, Ryans Entscheidung zeige, dass dessen Vorstellung eines angebotsorientierten Konservatismus innerhalb der Republikanischen Partei durch den Trumpismus verdrängt worden sei; während etwa 80 Prozent der Republikaner sich zum damaligen Zeitpunkt für Trump aussprachen, waren es nur 52 Prozent für Ryan, der für sich daher keine Zukunft in der sich radikalisierenden Partei mehr sah. Durch seine Entscheidung galt sein Sitz allerdings als gefährdet für die Republikaner.
Die New York Times bezeichnete Ryans Rückzug als destabilisierend für die Partei insgesamt, die bei den Wahlen im November 2018 mit dem Verlust vieler Ämter und Mandate rechnen musste (der auch eintrat); der frühere Kongressabgeordnete Thomas M. Davis sprach von einem „Albtraumszenario“. Ryan hatte sich für Kevin McCarthy als Nachfolger im Amt des Sprechers ausgesprochen, der damals Fraktionsvorsitzender der Republikaner war. McCarthys Vorstoß, sich bereits vor der Wahl im November zum Sprecher wählen zu lassen und damit seine Position insbesondere gegenüber dem rechten Freedom Caucus abzusichern, lehnte Ryan im April jedoch ab: Als wichtigster Spendensammler seiner Partei wollte er bis nach der Wahl im Amt bleiben. Nachdem der Freedom Caucus im Mai ein eigentlich politisch unstreitiges Gesetz zur Landwirtschaft hatte scheitern lassen, um ein Druckmittel gegen die geplante Gesetzgebung zur Legalisierung illegal Eingewanderter zu erhalten, wurde erneut Kritik wegen Ryans Festhalten am Amt laut. Er erklärte daraufhin, ein öffentlicher Kampf um seine Nachfolge vor der Wahl sei noch schädlicher.

## Politische Positionen

### Ayn-Rand-Anhänger
Ryan galt bis 2012 als Anhänger der Philosophin Ayn Rand sowie der Ökonomen Friedrich Hayek, Ludwig von Mises und Milton Friedman. Rand († 1982) war eine wegen ihrer extrem marktradikalen Positionen und ihres Atheismus umstrittene Denkerin. Einige Republikaner äußerten, Ryans Begeisterung für Rand werde überbetont: Ryan habe als Kongressabgeordneter nicht immer streng libertär abgestimmt, etwa bei der Zustimmung zu Präsident Obamas Staatsrettung von General Motors und der Zustimmung zu der Erweiterung von Medicare unter Präsident Bush. Ryan äußerte 2005:

“The reason I got involved in public service, by and large, if I had to credit one thinker, one person, it would be Ayn Rand.”

„Wenn ich eine Denkerin nennen müsste, auf deren Einfluss es im Großen und Ganzen zurückzuführen ist, dass ich mich entschloss, in den öffentlichen Dienst zu gehen, dann wäre es Ayn Rand.“

Im April 2012 distanzierte er sich von Rands Ideen und nannte die Behauptung, ein Anhänger Ayn Rands zu sein, eine „Großstadtlegende“:

“I reject her philosophy. It’s an atheist philosophy. It reduces human interactions down to mere contracts and it is antithetical to my worldview. If somebody is going to try to paste a person’s view on epistemology to me, then give me Thomas Aquinas, who believed that man needs divine help in the pursuit of knowledge.”

„Ich lehne ihre Philosophie ab. Es ist eine atheistische Philosophie. Es reduziert die menschlichen Interaktionen auf bloße Verträge und es steht im Gegensatz zu meiner Weltanschauung. Wenn man versuchen würde mir die Erkenntnistheorie eines anderen anzupassen, dann würde ich mich für Thomas von Aquin entscheiden, der glaubte, dass der Mensch zum Erkenntnisgewinn göttlicher Hilfe bedürfe.“

### Vergebliche Rettungsversuche/GM Assembly Plant/Janesville
Ein Grund für die Zustimmung Ryans zur Rettung von General Motors mit Steuergeldern (und damit die Abkehr von seinem ansonsten verkündeten Prinzip, den Staat aus allem möglichst herauszuhalten) war wohl, dass Ryan hierdurch auch die Rettung des GM-Werks in Janesville erhoffte – dem damals größten Arbeitgeber in Janesville (seiner Heimatstadt und Teil seines Kongresswahlbezirks). Stark gestiegene Benzinpreise, hierdurch bedingte einbrechende Nachfrage (bei mittelschweren Lastwagen und SUVs) und die Hinwendung zu energiesparenderen Automodellen hatten GM bereits im April/Mai 2008 veranlasst, die Produktion von mittelschweren Lkws in Janesville zu verringern bzw. auslaufen zu lassen und 750 der 2700 dort Beschäftigten zu entlassen. Im Juni 2008 kündigte GM an, man werde das Werk in Janesville Ende 2010 schließen (Einstellung der Produktion von SUVs).
Die Stilllegungspläne von GM betrafen nicht allein das Werk in Janesville; auch Werke in Moraine, Ohio, Oshawa, Ontario/Kanada und Toluca, Mexiko sollten aufgegeben werden. Paul Ryan arbeitete in einer Arbeitsgruppe (GM Retention Task Force) mit, die 2008 vom damaligen Gouverneur von Wisconsin, Jim Doyle (Dem.), unter Hinzuziehung von Politikern beider Parteien der Bundes-, Landes- sowie lokaler Ebene und Gewerkschaftern ins Leben gerufen wurde. Sie versuchte, die Leitung von GM dazu zu bewegen, das Werk in Janesville nicht stillzulegen, sondern dafür eine alternative Produktlinie zu entwickeln. Diese Bemühungen verliefen erfolglos. Im Dezember 2008 wurde die Produktion von SUVs weitgehend eingestellt, das Werk im April 2009 endgültig stillgelegt. Rund 2400 Arbeitsplätze gingen verloren. Die Leitung von GM hatte entschieden, die Produktion von so genannten „next generation small cars“ – kleinen, kompakten und vor allem energiesparenden Automodellen  – nicht in Janesville, sondern in Orion, im benachbarten Michigan (40 Meilen nördlich von Detroit) aufzubauen.

### Kuba-Frage
In der Kuba-Frage über den Umgang mit dem US-Embargo gegen das Land trat Ryan in der Vergangenheit ebenfalls eher als Freihändler auf. 2002 sagte er, das Embargo wirke nicht. Außerdem vertrat er die Ansicht, mehr Handel würde zu mehr Freiheit für die kubanische Bevölkerung führen. 2008 fragte er: „Wir haben freien Handel mit China, wieso nicht mit Kuba?“ Insgesamt stimmte er bei Abstimmungen 20 von 24 Mal gegen das Embargo.

### The Path to Prosperity
Im April 2011 stellte er den republikanischen Haushaltsentwurf unter dem Titel The Path to Prosperity: Restoring America's Promise vor. Einen ähnlichen Budgetentwurf namens The Path to Prosperity: A Blueprint for American Renewal für das Jahr 2013 stellte er im März 2012 vor. Der Plan sieht eine Senkung des Spitzensteuersatzes vor sowie Kürzungen von Transferleistungen bei gleichzeitiger Erhöhung des Militärbudgets. Staatliche Leistungen für Veteranen, Arbeitslose, Essensmarken für Mittellose etc. würden bis zum Jahr 2021 halbiert. Geplant ist auch die Abschaffung von Präsident Obamas Gesundheitsreform. Die öffentliche Krankenversicherung für Rentner (Medicare) soll abgeschafft und durch Zuzahlungen für eine private Krankenversicherung ersetzt werden. Nach Analyse des Congressional Budget Office würde sich hieraus keine Kürzung der staatlichen Zahlungen ergeben, diese blieben genauso hoch wie im Falle einer Beibehaltung von Medicare in der bisherigen Form. Da die Kosten für eine private Krankenversicherungen höher sind und zukünftig voraussichtlich auch stärker steigen werden als die Kosten für Medicare, würde die Reform jedoch eine erhebliche finanzielle Auswirkung für die Rentner haben. So würden sich die Krankenversicherungskosten der Rentner im Jahr der Reform um 11 % erhöhen, im Jahr 2030 wären sie bereits doppelt so hoch wie im Falle der Beibehaltung von Medicare. Bei Medicaid, der öffentlichen Krankenversicherung für sehr einkommensschwache Menschen, würden die Bundeszuschüsse eingefroren und nur noch in Höhe der allgemeinen Inflation angepasst. Ab dem Jahr 2022 würden Bundeszuschüsse für die Akutversorgung älterer Menschen eingestellt. Die Bischofskonferenz der Vereinigten Staaten erklärte, dass The Path to Prosperity moralische Kriterien verletzt, da arme und schutzlose Menschen von den Kürzungen unverhältnismäßig stark betroffen wären.
Präsident Obamas Anregung, dass reiche US-Bürger, die wenig Steuern zahlten, zukünftig mehr zum Abbau der Staatsverschuldung beitragen sollten, lehnte Ryan als Klassenkampf („class warfare“) ab. Paul Krugman widersprach dem in der New York Times und machte seinerseits Ryan diesen Vorwurf: „Im Gegenteil, es sind Leute wie Mr. Ryan, der die sehr Reichen vom Tragen der Lasten für die Sanierung unserer Staatsfinanzen ausnehmen will, die den Klassenkampf führen.“